# Junge Roemer
Junge Roemer (Jonge Romeinen) is het tweede album van de Oostenrijkse muzikant Falco. Het album verscheen in 1984.

## Geschiedenis
In Falco's land van herkomst, Oostenrijk, was Junge Roemer een nummer 1-hit. Het lied met dezelfde titel als het album was er een hit, net als in Zwitserland en Spanje, waar het kwam tot nummer 2. Toch werd het project als tamelijk teleurstellend beschouwd vergeleken bij het hitnummer "Der Kommissar" van het voorgaande album Einzelhaft. Dit bracht hem ertoe meer Engelse woorden te verwerken in liedjes en titels, wat resulteerde in hits als "Rock me Amadeus", "Vienna calling" en "Jeanny".
Hoewel de correcte Duitse spelling van de albumtitel "Junge Römer" is, is ten behoeve van het niet-Duitstalige publiek geen gebruikgemaakt van de umlaut: "ö" is vervangen door "oe".

## Nummers
1. "Junge Roemer" - 4:33
2. "Tut-ench-amon" - 4:33
3. "Brillantin' brutal'" - 3:50
4. "Ihre Tochter" - 4:31
5. "No answer (Hallo Deutschland)" - 3:39
6. "Nur mit dir" - 4:29
7. "Hoch wie nie" - 4:23
8. "Steuermann" - 3:47
9. "Kann es Liebe sein" - 4:06

## Hitnoteringen

### Album
| Jaar | Titel        | Hoogste positie |
| Jaar | Titel        | O               |
| ---- | ------------ | --------------- |
| 1984 | Junge Roemer | 1               |

### Singles
| Jaar | Single       | A | CH | D | ES |
| ---- | ------------ | - | -- | - | -- |
| 1984 | Junge Roemer | 8 | 24 | - | 2  |